# ميلاني
ميلاني (بالإنجليزية: Melanie Anne Safka-Schekeryk)‏ هي موسيقية ومغنية ومغنية مؤلفة وملحنة أمريكية، ولدت في 3 فبراير 1947 في كوينز في الولايات المتحدة وتوفيت في 23 يناير 2024.

## وصلات خارجية
- الموقع الرسمي
- ميلاني على موقع IMDb (الإنجليزية)
- ميلاني على موقع ميوزك برينز (الإنجليزية)
- ميلاني على موقع إن إن دي بي (الإنجليزية)
- ميلاني على موقع أول ميوزيك (الإنجليزية)
- ميلاني على موقع ديسكوغز (الإنجليزية)
- ميلاني على موقع ديسكوغز (الإنجليزية)
- ميلاني على موقع ديسكوغز (الإنجليزية)